# Nova Ordem Mundial (fé bahá'í)
A Nova Ordem Mundial na Fé Bahá'í refere-se ao sistema de ensinamentos da religião, tornando esta frase uma terminologia comum entre os Bahá'ís, e que foi anunciado extensamente por Bahá'u'lláh, fundador da Fé Bahá'í. Os Bahá'ís acreditam que Bahá'u'lláh veio para estabelecer a unificação da humanidade nesta era, cuja meta foi promessa das religiões anteriores, e expressão de inúmeros filósofos e poetas.
A Fé Bahá'í para os adeptos, por ser considerada por eles como o cumprimento de todas as profecias das religiões anteriores, representa a culminação de todas as Revelações do passado, e que a humanidade está madura o suficiente para reconhecer sua unidade, e por conseguinte, realizar o que se chamava de estabelecimento do "Reino de Deus na Terra".
Entre essas ideias, inclui-se o eventual estabelecimento de um Governo Mundial baseado nos princípios de igualdade e justiça. Esta visão do mundo, de acordo com os ensinamentos bahá'ís, não tem relação com nenhuma ideia sectária ou política, com qualquer ênfase político. A Fé Bahá'í é essencialmente apolítica, e não é permitido desobediência aos governos, e nem participação em qualquer campo sectário na política. Shoghi Effendi, o Guardião da Fé Bahá'í, criou e definiu as estruturas, importância, implicações, benefícios e possibilidades para a Nova Ordem Mundial, que não pode ser compreendida neste tempo, e que apenas o tempo o tornará visível.
A frase "Nova Ordem Mundial" é usada pela primeira vez nos escritos Bahá'ís por Bahá'u'lláh, no final do século XIX. No Kitáb-i-Aqdas, considerado o Livro mais Sagrado da religião Bahá'í, Bahá'u'lláh diz:
| “ | O equilíbrio do mundo foi alterado através da influência vibrante desta nova e mais grandiosa Ordem Mundial. A vida regulada do gênero humano foi revolucionada por meio deste Sistema único, maravilhoso - cujo igual jamais foi testemunhado por olhos mortais. | ” |